# ARRL Handbook

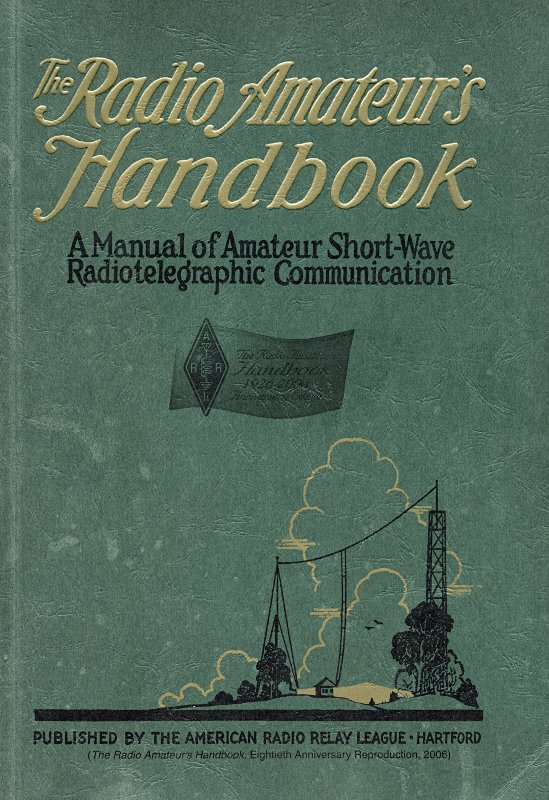
Buchdeckel der Reproduktion der Erstausgabe von 1926 anlässlich des 80-jährigen Jubiläums (1926–2006)

Das ARRL Handbook (deutsch ARRL-Handbuch), lange Zeit The Radio Amateur’s Handbook genannt (deutsch Das Handbuch des Funkamateurs), ist ein englischsprachiges Jahrbuch der American Radio Relay League (ARRL).

## Geschichte
Das Handbuch der ARRL, also der nationalen Vereinigung der Funkamateure in den USA (deutsch wörtlich: „Amerikanische Funk-Relais-Kette“), erscheint seit 1926 (Bild) in inzwischen mehr als hundert Auflagen. Die 50. Auflage kam im Januar 1973 heraus und die 100. Auflage erschien im Juni 2023.
Das Werk richtet sich nicht nur an Funkamateure in aller Welt, sondern auch an professionelle Hochfrequenztechniker und Mikrowellen-Ingenieure sowie an Entwickler für Telekommunikation oder Radartechnik und natürlich auch an Studenten und Dozenten dieser Fachrichtungen.
Das Handbook wird jährlich überarbeitet und erweitert, so dass es stets den aktuellen Stand der Technik widerspiegelt. Die zahlreichen Autoren geben mit ihren Beiträgen ihr Wissen und ihre Erfahrungen weiter und vermitteln so neue Erkenntnisse und Entdeckungen zum Thema. Dazu gehören, angefangen bei den Grundlagen der Elektrotechnik, der Elektronik und der Hochfrequenztechnik, insbesondere die Schaltungstechnik, Antennentechnik, Leitungstechnik, Übertragungstechnik, Modulationsverfahren sowie elektromagnetische Verträglichkeit und Sicherheitstechnik. Es dient dabei gleichermaßen als Lehrbuch wie auch als Nachschlagewerk. Ein besonderer Fokus liegt auf praktischen Anwendungen, wie dem Bau von Netzteilen, Verstärkern oder Antennen.
Das ARRL Handbook ist inzwischen auch als E‑Book verfügbar.